# Plaza Interiör
Plaza Interiör är en svensk månatlig inredningstidskrift. Den har över 145 000 läsare per månad och grundades 1995. Sedan 2006 finns det i Finland en finsk motsvarighet, Plaza Koti, som utkommer en gång per månad.
Plaza Interiör ges ut av Plaza Publishing Group AB.